# Joan Garcés Queralt
Joan Garcés Queralt (Benifairó de los Valles, 18 de abril de 1914 - Faura, 9 de diciembre de 2014) fue un músico español, reconocido como el director de bandas más longevo de la historia y premiado en numerosas ocasiones por el Libro Guinness de los récords. En el transcurso de su larga trayectoria, fue director de la banda Unión Musical de Liria, la banda Lira Saguntina, la Banda Municipal de Castellón y la Banda Municipal de Valencia, entre otras.

## Trayectoria
Nació en Benifairó de les Valls (Valencia) en 1914. Estudió en el Conservatorio de Música de Valencia, donde fue reconocido con el premio final de carrera de piano en 1936. Cuando se preparaba para continuar su formación pianística con José Iturbi se inició la guerra civil de 1936-39.
Entre sus profesores destacan Manuel Palau (con quien estudió su hermano Vicente Garcés y sus primos Enrique Garcés Garcés y Eliseo Ribelles Garcés) y Leopoldo Querol, quien también le dio clases a su hermano en plena guerra civil.
Durante el conflicto armado formó parte de la Banda de Música de la Comandancia Militar de Valencia ocupando la plaza de clarinete bajo. Cuando terminó la guerra dirigió las Bandas de Música de Faura y de Quartell por breve tiempo, ya que su padre, concejal por Izquierda Republicana en Faura durante la 2ª República, fue encarcelado en la prisión de Sagunto y posteriormente en la de El Puig, y Joan Garcés era el responsable de llevarle la ropa y la comida. Aunque fue declarado inocente, la familia Garcés tuvo que desplazar su residencia a Sagunto donde Joan Garcés continuó sus estudios con Leopoldo Querol. Al ser declarado "desafecto al régimen" por las autoridades de Faura, ingresó en un campo de concentración en Valencia y posteriormente fue trasladado al Campo Miguel de Unamuno en el Paseo de las Delicias de Madrid, donde fue nombrado director de la Banda de Música del campo. Obtuvo permiso para asistir a los ensayos y conciertos de grandes directores al frente de la Orquesta Filarmónica de Madrid, de quienes recibió consejos y enseñanzas como Bartolomé Pérez Casas, Luís de Freitas Branco y Mengelberg. Al ser licenciado del ejército, recibió la oferta para dirigir la Banda de Música del Regimiento de Automóviles de la Reserva General del Ejército, cerca del poblado de Canillejas, que le permitió continuar con su formación. En el mes de noviembre de 1943 contraerá matrimonio con Carmen Ramón Gollart, en la Catedral de Valencia, con la que tendrá cuatro hijos e hijas. En 1944 recibe la oferta de dirigir la Banda Unión Musical de Liria de manos de su maestro Leopoldo Querol Rosso, oferta que le abrirá las puertas en la dirección de bandas civiles. En 1949 obtuvo una pensión de dirección musical de la Diputación de Valencia, lo que le permitió ampliar sus conocimientos en París, donde coincidió con su hermano el compositor Vicent Garcés Queralt. Destaca su pertenencia al Cuerpo Nacional de Directores de Bandas de Música Civiles de España en su primera categoría, optando como primer destino en 1953 por la Lira Saguntina  y en 1955 por la Banda Municipal de Castellón. En la Banda Municipal de Valencia permaneció de 1983 a 1987, siendo director en funciones entre 1963-64.
Ha colaborado con otras formaciones de prestigio en el ámbito nacional, como la orquesta del Gran Teatro del Liceo de Barcelona (1963-1964), y en el ámbito valenciano, con la Coral Polifónica Valentina, con la que estrenó, en versión para banda la Novena Sinfonía de Beethoven en 1961. Ha realizado diferentes transcripciones para banda, para órgano, piano y orquesta, como la Octava Sinfonía de Beethoven, El cazador furtivo de Weber, o el Preludio y fuga en Do menor de J. S. Bach. También ha transcrito obras de autores valencianos como el Tríptic de Eduardo Torres.
Tras su jubilación residió en Faura (Valencia), y en 2006 obtuvo el récord Guinness por lograr la carrera más larga de trabajo como director de bandas civiles, nada menos que 67 años. En 2011 recibió un segundo récord Guinness al ser el director de música más longevo del mundo. Joan Garcés Queralt continuó desarrollando actividades a sus 98 años de edad (en 2012), recibiendo su tercer récord Guinness. 
Falleció el 9 de diciembre de 2014 en su residencia habitual de Faura, convirtiéndose así en un artista centenario.

## Logros
- En 1957 recibe la batuta de oro del Ayuntamiento de Castellón.
- En 1960 fue nombrado Director Honorario de la Banda Sociedad Juventud Musical de Faura.
- En 1961 recibe un homenaje de la Unión Musical de Liria.
- En 2002 fue nombrado Director de Honor de la Sociedad Juventud Musical de Cuart de les Valls.
- En 2004 fue nombrado Hijo Adoptivo de la ciudad de Valencia.
- En 2005 fue nombrado Director de Honor de la Banda Sinfónica Unión Musical de Liria.
- En 2006 recibe el premio récord Guinness a la carrera más larga de director de bandas civiles.
- En 2011 recibe un segundo premio récord Guinness que le acredita como el director más longevo del mundo a sus 97 años.
- En 2012 fue nombrado Hijo Adoptivo de la ciudad de Liria.
- En 2013 recibe de manos de Santiago Grisolía el Diploma i Medalla d´Or del Consell Valencià de Cultura (CVC)  por su trayectoria profesional y en representación del movimiento bandístico de la Comunidad Valenciana.

### Y otro (bibliografía)
- Astruells Moreno, Salvador: La Banda Municipal de Valencia i la seua aportació a la història de la música valenciana. Tesis doctoral.. https://www.tdx.cat/handle/10803/9846#page=1